# En (Sumer)
Der sumerische Begriff En wurde ursprünglich in seiner Funktion sowohl als Zusatzform der Gottesanrede (zum Beispiel Enlil) als auch als Priesteramts-Anrede verwendet und bedeutet: Herr, Priesterherr, göttlicher Herr. Die Priester bekleideten in den Anfängen Sumers in ihren Ämtern leitende Stellungen. Ihnen oblag die Ausführung der göttlichen Weisungen. Der Titel En ist deshalb zugleich auch ein Herrschertitel und war anfänglich auf Uruk beschränkt. 
Als Priestertitel taucht En dagegen in Ur sehr häufig auf. Meist wurde er dort für die oberste Priesterin des Mond- und Stadtgottes Nanna verwendet. Die Sumerer kannten den Titel Priester als solchen nicht; es wäre also treffender, den Begriff Priester mit Kultische Person beziehungsweise Empfänger der göttlichen Anweisungen zu übersetzen. Der Herrschertitel En von Uruk wurde immer in Verbindung mit der Hauptgöttin Inanna (Himmelsherrin/Herrin des Himmels) verwendet. In seinem Charakter war der Titel En ebenfalls immer mit kultischen Handlungen verbunden. In der Schicht Uruk IV wird der En als Mann im Netzrock auf Rollsiegeln dargestellt.
In Uruk fiel das oberste Priesteramt mit dem Amt des Stadtherrschers zusammen. Der En war damit auch Oberster Befehlshaber des Heeres. In den Mythen Lugalbanda und dem Gilgamesch-Epos tritt diese Funktion offen zu Tage. Unter En-metena von Lagaš in Girsu wird dagegen der oberste Priester als Sangu betitelt, der neben dem Ensi eine Sonderrolle spielte.
Der göttliche Herrschertitel En wurde manchmal auch nachträglich verliehen. Als Beispiel sei hier Me-Bar-Agesi von Kiš genannt, der unter dem Zusatz En als En-Me-Bar-Agesi als König von Kisch in der sumerischen Königsliste genannt wird.